# Marathon de Londres 2006
Navigation
2005 2007
Le Marathon de Londres de 2006 est la 26e édition du Marathon de Londres au Royaume-Uni qui a eu lieu le dimanche 23 avril 2006. C'est le deuxième des World Marathon Majors à avoir lieu en 2006 après le Marathon de Boston. Le Kényan Felix Limo remporte la course masculine avec un temps de 2 h 6 min 39 s. Chez les femmes, l'Américaine Deena Kastor s'impose en 2 h 19 min 36 s.

## Résultats

### Hommes
| Rang | Athlète            | Nationalité    | Temps   |
| ---- | ------------------ | -------------- | ------- |
|      | Felix Limo         | Kenya          | 2:06.39 |
|      | Martin Lel         | Kenya          | 2:06.41 |
|      | Hendrick Ramaala   | Afrique du Sud | 2:06.55 |
| 4    | Khalid Khannouchi  | États-Unis     | 2:07.04 |
| 5    | Stefano Baldini    | Italie         | 2:07.22 |
| 6    | Rodgers Rop        | Kenya          | 2:07.34 |
| 7    | Hicham Chatt       | Maroc          | 2:07.59 |
| 8    | Jaouad Gharib      | Maroc          | 2:08.45 |
| 9    | Haile Gebrselassie | Éthiopie       | 2:09.05 |
| 10   | Evans Rutto        | Kenya          | 2:09.35 |

### Femmes
| Rang | Athlète           | Nationalité | Temps   |
| ---- | ----------------- | ----------- | ------- |
|      | Deena Kastor      | États-Unis  | 2:19.36 |
|      | Lyudmila Petrova  | Russie      | 2:21.29 |
|      | Susan Chepkemei   | Kenya       | 2:21.46 |
| 4    | Berhane Adere     | Éthiopie    | 2:21.52 |
| 5    | Galina Bogomolova | Russie      | 2:21.58 |
| 6    | Mara Yamauchi     | Royaume-Uni | 2:25.13 |
| 7    | Constantina Diţă  | Roumanie    | 2:27.51 |
| 8    | Salina Kosgei     | Kenya       | 2:28.40 |
| 9    | Margaret Okayo    | Kenya       | 2:29.16 |
| 10   | Eri Hayakawa      | Japon       | 2:31.41 |

### Fauteuils roulants (hommes)
| Rang | Athlète | Nationalité | Temps |
| ---- | ------- | ----------- | ----- |
|      |         |             |       |
|      |         |             |       |
|      |         |             |       |

### Fauteuils roulants (femmes)
| Rang | Athlète | Nationalité | Temps |
| ---- | ------- | ----------- | ----- |
|      |         |             |       |
|      |         |             |       |
|      |         |             |       |